# Johan Rudolf Thorbecke

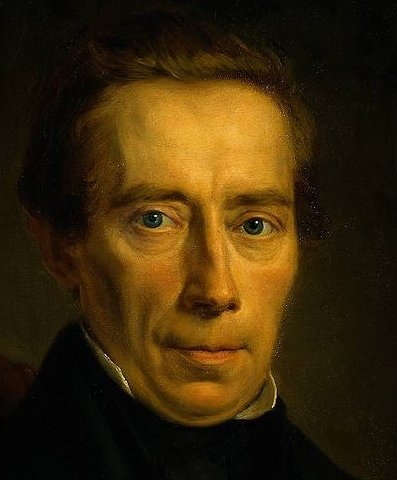
Johan Rudolph Thorbecke

Johan Rudolf Thorbecke (* 14. Januar 1798 in Zwolle; † 4. Juni 1872 in Den Haag) war ein liberaler niederländischer Politiker und Staatstheoretiker. Thorbecke gilt als Begründer der parlamentarischen Monarchie in den Niederlanden und als bedeutendster Staatsmann des Landes im 19. Jahrhundert.

## Wissenschaftliche Karriere

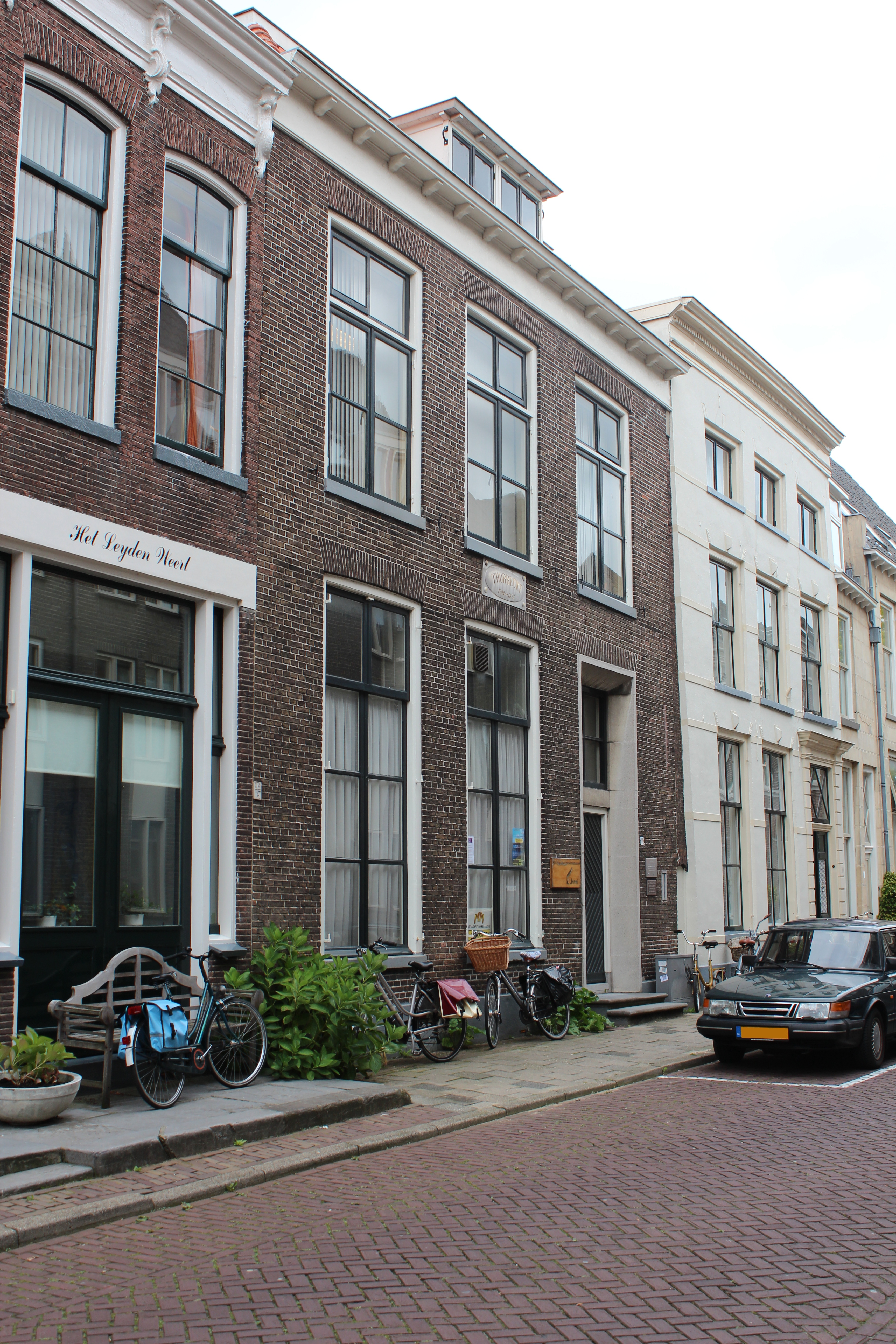
Thorbeckehuis. Geburtsort in Zwolle

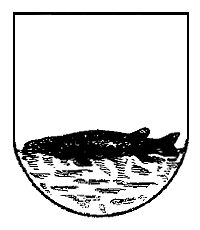
Familienwappen Thorbecke

Thorbecke stammte aus einer lutherischen Familie in Zwolle. Das Geschlecht der Thorbecke stammte ursprünglich aus Osnabrück und hatte sich im 17. Jahrhundert in Zwolle angesiedelt. Seine Eltern waren der Tabakhändler Frederik Willem Thorbecke und Christina Regina Thorbecke.

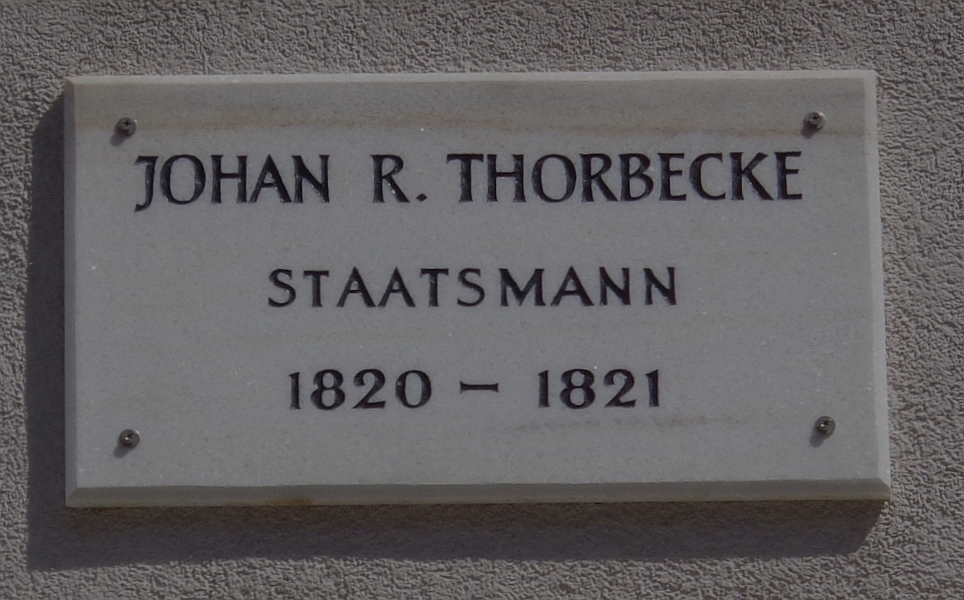
Göttinger Gedenktafel für Thorbecke

Bevor er in die Politik ging, machte Thorbecke eine Karriere als Wissenschaftler. Bis zu seinem 16. Lebensjahr hatte er die Lateinschule in Zwolle besucht und 1815 seine gymnasiale Ausbildung am Atheneum Illustre in Amsterdam fortgesetzt. Er studierte ab dem 1. Oktober 1817 Altphilologie an der Universität Leiden, wo er am 23. Juni 1820 mit dem Thema Disputatio historico-critica inauguralis de C. Asinio Pollione zum Doktor der Philosophie promovierte. 1820 unternahm er eine Studienreise, welche ihn nach Göttingen, Marburg, Gießen, Heidelberg, Erlangen, Stuttgart, München, Jena, Dresden und Berlin führte. Im Oktober 1822 habilitierte sich Thorbecke als Dozent in Gießen, 1823 wirkte er als Dozent an der Universität Göttingen und publizierte hier seine geschichts-philosophische Arbeit Über das Wesen und den organischen Charakter der Geschichte. Thorbecke blieb zeitlebens ein glühender Deutschland-Verehrer und fühlte sich dort besser verstanden als in seiner niederländischen Heimat.
1824 war er wieder in seine niederländische Heimat zurückgekehrt, wo er 1825 in Amsterdam sein erstes niederländisches Erstlingswerk Bedenkingen aangaande het Regt en den Staat, eene beschouwing over de in 1823 uitgekomen Brieven over het Natuurregt anonym herausbrachte. 1825 wurde er zum ordentlichen Professor der politischen Wissenschaften an die Universität Gent berufen, welche Aufgabe er am 4. Oktober 1825 mit der Antrittsvorlesung De disciplinarum historicopoliticarum argumento aufnahm. Die Belgische Revolution beendete seine dortige Lehrtätigkeit 1830, und er ging an die Universität Leiden. Am 14. März 1831 wurde er dort außerordentlicher Professor der Rechtswissenschaften. Am 14. Juni 1831 erhielt er vom Senat der Leidener Hochschule die Ehrendoktorwürde der Rechte. 1833 übernahm er einen ordentlichen juristischen Lehrstuhl. In seinen Vorlesungen behandelte er nicht nur die Geschichte des niederländischen bürgerlichen Rechtes, sondern auch die diplomatische Geschichte Europas und die politische Geschichte der Niederlande. 1834 hatte er zudem Vorlesungen zur Geschichte des Römischen Rechts und zur Geschichte der grundlegenden Freiheitsrechte (von Thorbecke „Grundwerte“ genannt) gehalten. Am 16. April 1836 wurde er Mitglied der Königlich Niederländischen Akademie der Wissenschaften. 1840/1841 war er zudem Rektor der Alma Mater. Am 18. Januar 1850 legte er seine Lehrämter nieder, um sich ganz der Politik widmen zu können.

## Politische Karriere

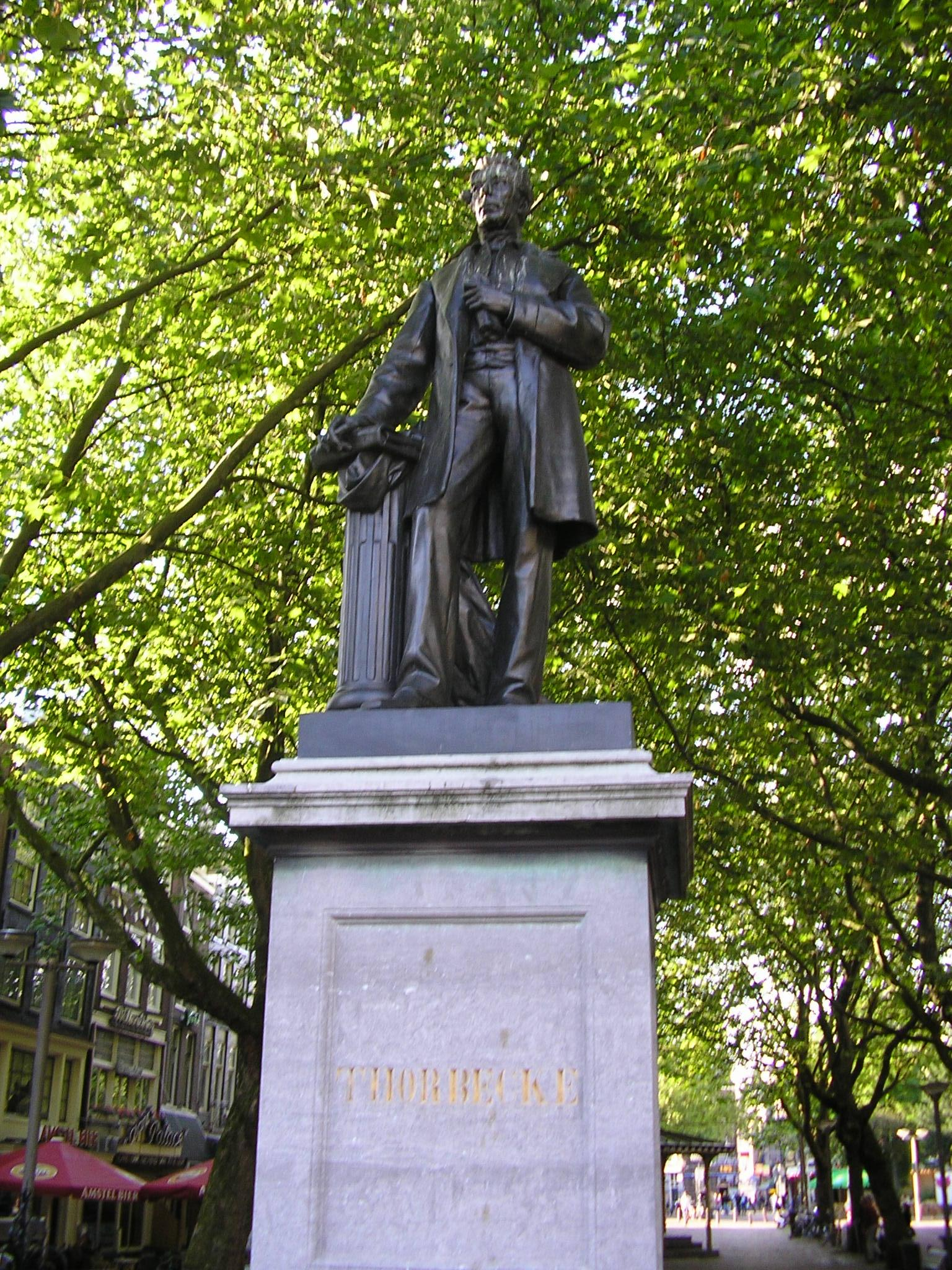
Denkmal auf dem Thorbeckeplein in Amsterdam von Ferdinand Leenhoff

1840 wurde Thorbecke in die Zweite Kammer der Generalstaaten berufen und ergriff die Initiative für eine durchgreifende Verfassungsreform, die er bereits durch seine Schriften Aanteekening op de grondwet und Proeve van herziene grondwet gefordert hatte. 1845 legte er den vollständig ausgearbeiteten Entwurf einer Verfassungsreform vor, scheiterte aber mit 21 zu 35 Stimmen im Parlament. Unter dem Eindruck der revolutionären Unruhen in weiten Teilen Europas wurde er 1848 von König Willem II. beauftragt, mit einer Kommission unter seiner Leitung eine vollständige Revision des Grundgesetzes auszuarbeiten. Zentrale Punkte der Verfassungsreform waren die ausschließliche Verantwortung der Minister für die Regierung – und damit die Entmachtung des Königs – und die Stärkung der Zweiten Kammer der Generalstaaten mit einer Direktwahl des Parlaments, bis nach dem Ersten Weltkrieg aber noch nicht mit allgemeinem und gleichem Wahlrecht. Am 3. November 1848 kam diese „friedliche Revolution“ mit der Annahme durch das Parlament zu einem erfolgreichen Abschluss. Eine wichtige Rolle spielt dabei König Willem II., der die Grundgesetz-Kommission eingesetzt hatte und selbst massiven Einfluss auf konservative Abgeordnete, vor allem in der Ersten Kammer, genommen hatte, damit die neue Verfassung angenommen wurde. Nach eigenen Aussagen hatte er sich „innerhalb einer Nacht vom Konservativen zum Liberalen gewandelt“.
In den folgenden Jahren war Thorbecke dreimal Vorsitzender des Ministerrates und gleichzeitig Innenminister: 1849–1853, 1862–1866 und 1871–1872.
1866 wurde ihm der Ehrentitel eines Staatsministers verliehen.
Thorbecke wird als streng, schroff, sogar rücksichtslos beschrieben und geriet in Auseinandersetzungen mit Willem II. und noch mehr mit Willem III. Bei Protestanten machte er sich mit der Zulassung katholischer Bistümer unbeliebt und selbst politische Weggefährten brachen mit ihm. Dennoch gelang es ihm, die Niederlande grundlegend zu reformieren und zu einem modernen und liberalen Staat umzuwandeln. Die Niederlande waren nun zwar anders als im 17. Jahrhundert keine Großmacht mehr, sondern nur noch ein Kleinstaat am Rande Europas, Thorbecke schaffte es jedoch, den Niederländern neues Selbstbewusstsein zu vermitteln: Fortan waren sie stolz darauf, das toleranteste Land Europas zu sein. In einer seiner letzten Notizen schrieb er kurz vor seinem Tod: Als kleines umtriebiges und nicht herrschsüchtiges Volk müssen und können wir in einem monarchisch-konstitutionellen System das freiste Volk der Welt sein. In seine Amtszeit fiel zudem 1863 die Aufhebung der Sklaverei in Niederländisch-Westindien.

## Schriften (in Auswahl) und Bibliografie seiner Schriften
- Commentatio de C. Asinii Pollionis vita et studiis doctrinae. Leiden 1820 (Dissertation).
- Über das Wesen und den organischen Charakter der Geschichte. Ein Schreiben an Herrn Hofrath K. F. Eichhorn in Göttingen. Vandenhöck und Ruprecht, Göttingen 1824.
- Bedenkingen aangaande het regt en den staat. Naar aanleiding van Mr. J. Kinker's brieven over het natuurregt. Pieter Meijer Warnars, Amsterdam 1825.
- Oratio de disciplinarum historico-politicarum argumento. Gent 1825 (Antrittsvorlesung).
- Over het Bestuur van het onderwijs, in betrekking tot eene aanstaande Wetgeving. Willem Carel Wansleven, Zutphen 1829.
- Over de erkentenis der onafhankelijkheid van België. Luchtmans, Leiden 1830.
- Aanteekening op de Grondwet. Johannes Müller, Amsterdam 1839. <grundlegend zum Verständnis Thorbeckes>.
- Gesammelt erschienen:
  - Thorbeckes kleinere Schriften unter dem Titel Historische schetsen, Nijhoff, 's-Gravenhage 1860; 2. Aufl. Haag 1872.
  - Thorbeckes Reden in der Tweede Kamer der Staten-Generaal unter dem Titel Parlementaire redevoeringen, Ter Gunne, Deventer 1856-1870 (6 Bände); Nachträge unter dem Titel De onuitgegeven parlementaire redevoeringen van Mr. J.R. Thorbecke. J.B. Wolters, Groningen 1900–1910 (6 Bände); Registerband: Register op de parlementaire redevoeringen van Mr. J.R. Thorbecke, S. Gouda Quint, Arnhem 1912.
- Th. Ch. L. Wijnmalen: Mr. Johan Rudolph Thorbecke. Eene bibliographie. In: Jaarboek van de Maatschappij der Nederlandse Letterkunde. 1875 (Online, niederländisch).